# 103. jaktflygdivisionen
103. jaktflygdivisionen även känd som Johan Gul var en jaktflygdivision inom svenska flygvapnet som verkade i olika former åren 1941–1997. Divisionen var baserad på Ängelholms flygplats norr om Ängelholm.

## Historik
Johan Gul var 3. divisionen vid Skånska flygflottiljen (F 10), eller 103. jaktflygdivisionen inom Flygvapnet. Divisionen bildades den 17 mars 1941 som en skolflygdivision, dess första chef var kapten Gunnar Asklin.
Divisionen beväpnades till en början med J 8 Gladiator. Fram till 1960-talet hade divisionen vid olika tidpunkter varit beväpnad med sex olika flygsystem, för att 1964 ombeväpnas till J 35D Draken. 
Den 1 juli 1992 övertog divisionen tillsammans med 102. jaktflygdivisionen (Johan Blå) typinflygningsskolan från 101. jaktflygdivisionen (Johan Röd). Dock enbart i den formen att man lånade ut flygförare till TIS-gruppen, vilken tidigare varit en del av Johan Röd.
Genom försvarsbeslutet 1996 beslutades Johan Gul skulle avvecklas senast den 31 mars 1997. Vintern 1997 flög divisionen upp till Vidsel för robotskjutövningarna. Inför att divisionen skulle återvända till Ängelholm, målades ett av J 35 planen helt i gult. Planet, flygplansindivid 35541/43, i sig hade mycket lite flygtid kvar och skulle skrotas. Allt som var grått målades gult, på vingarnas vardera ovansida målades divisionens symbol: En svart svärdfisk. Den 16 mars 1997 lyfte divisionen från Vidsel för att flyga hem till Ängelholm. Väl framme i Ängelholm landade den gula J 35, Johan 43 först, vilken flögs av divisionschefen major John Larsson, där en officiell avskedsceremoni väntade. Divisionens personal övergick sedan till divisionerna Johan Röd och Johan Blå.

## Materiel vid förbandet
| Jaktflygplan - 1940–1943: J 8 Gladiator - 1942–1945: J 20 Re.2000 - 1945–1950: J 22 - 1949–1951: J 21RA - 1951–1953: J 28B Vampire - 1953–1966: J 29B/F Tunnan - 1967–1997: J 35B/F/J Draken |

## Förbandschefer
Divisionschefer vid 103. jaktflygdivisionen (Johan Gul) åren 1941–1997.
- 1941–194?: Gunnar Asklin
- 194?–199?: ???
- 199?–1997: John Larsson

## Anropssignal, beteckning och förläggningsort
| Johan Gul | 1941-03-17 | – | 1997-03-31 |

| 103. jaktflygdivisionen | 1941-03-17 | – | 1997-03-31 |

| Bulltofta (F) | 1941-03-17 | – | 1945-??-?? |
| Ängelholm (F) | 1945-??-?? | – | 1997-03-31 |

## Galleri

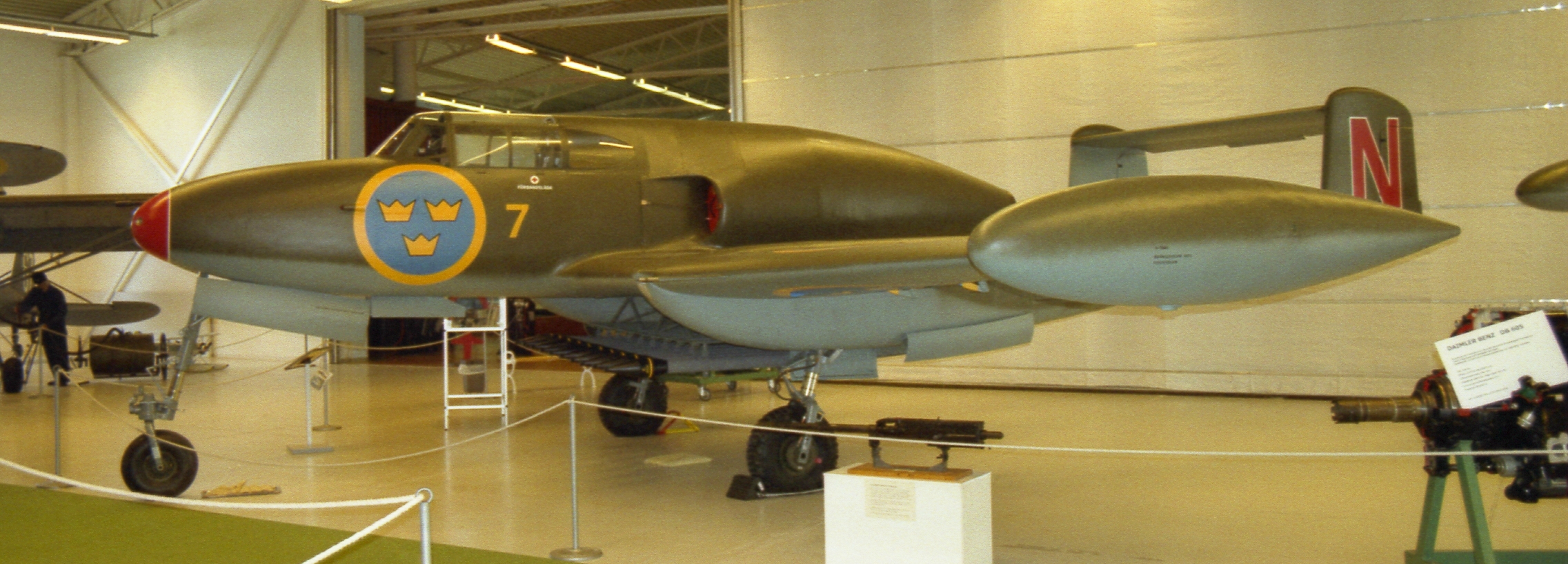
J 21RA (1949–1951)
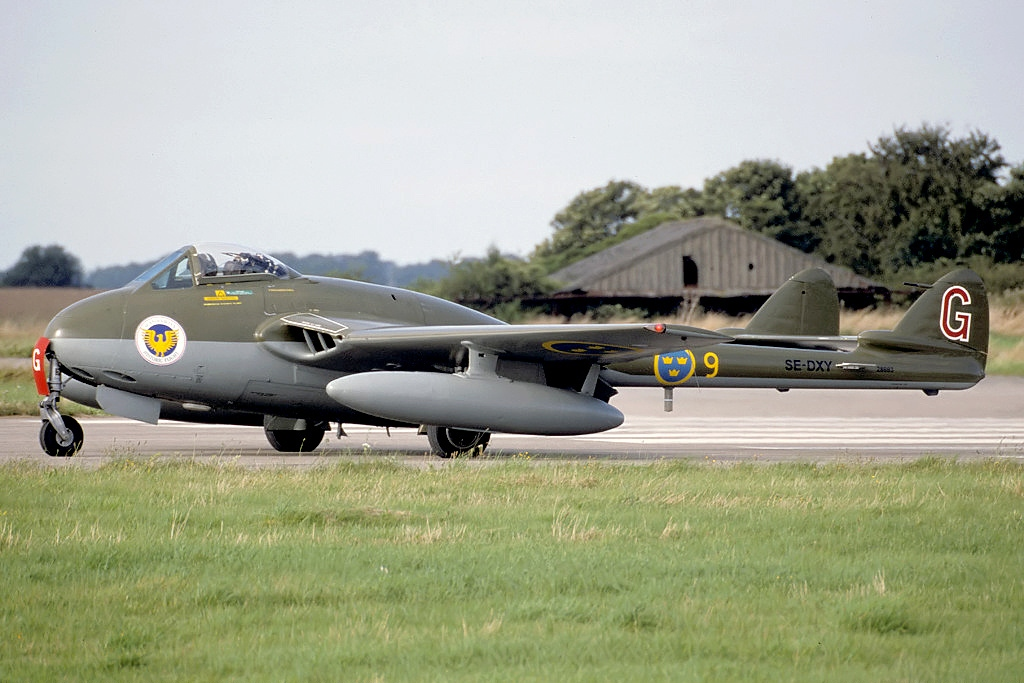
J 28B Vampire (1951–1953)
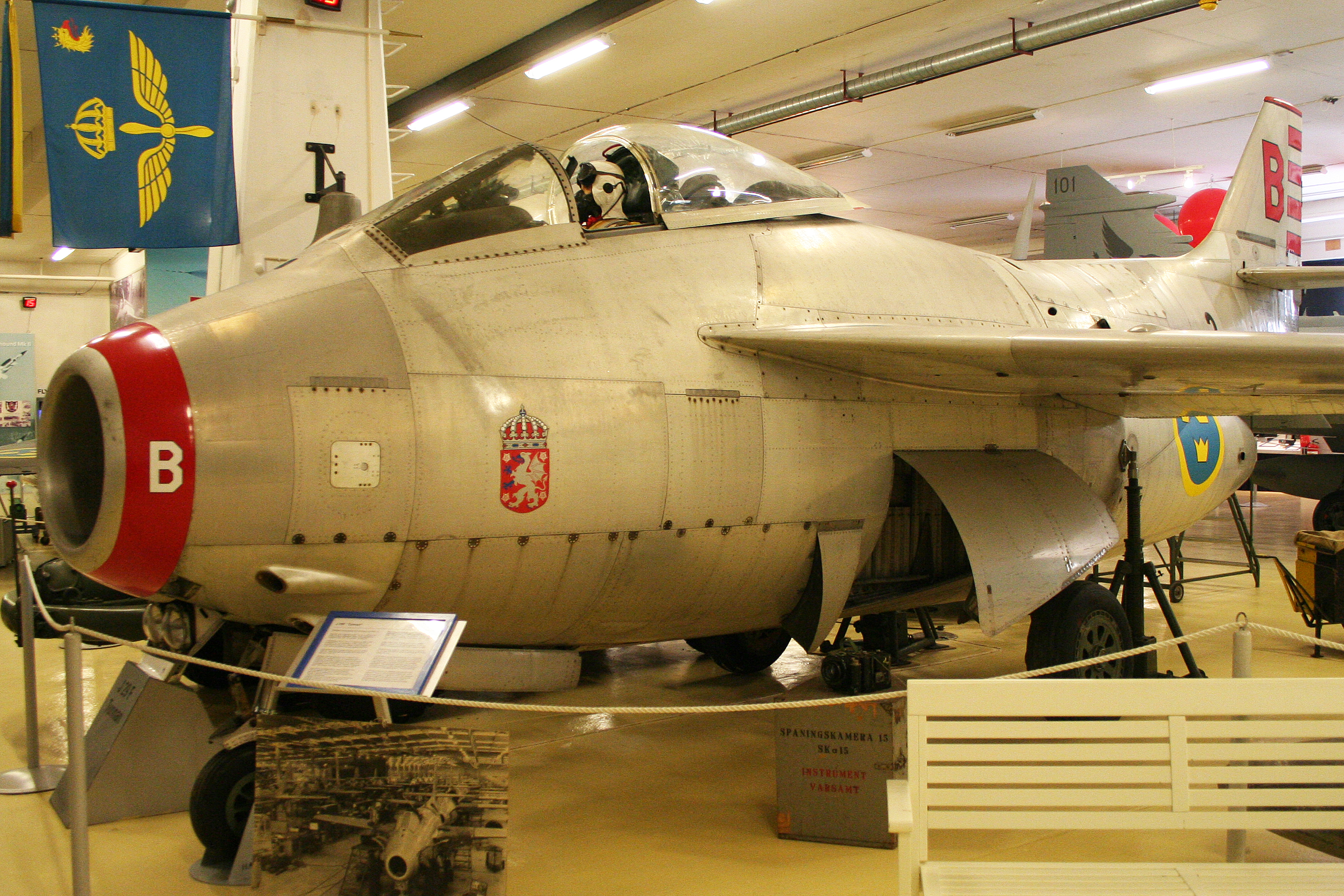
J 29 Tunnan (1953–1966)
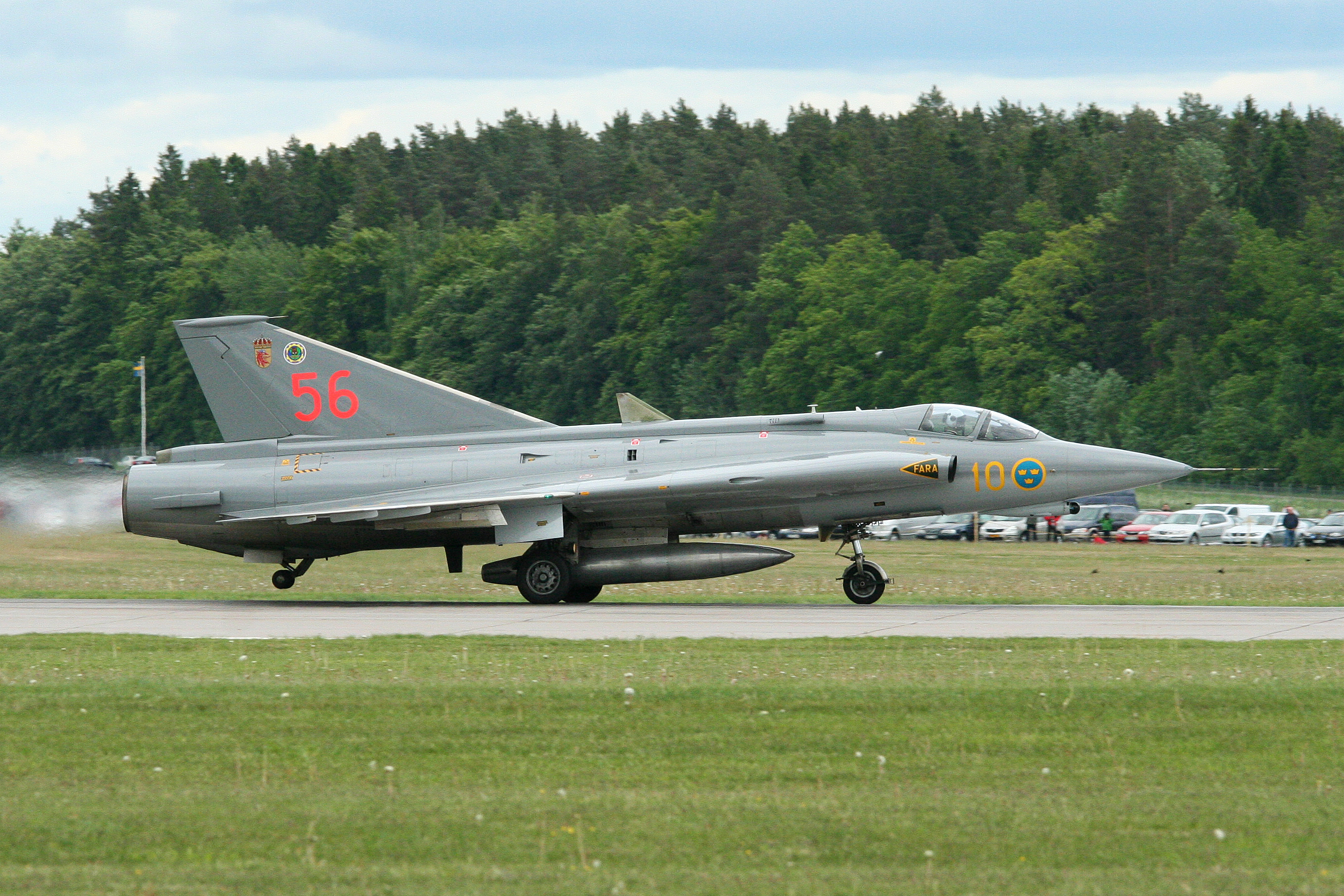
J 35 Draken (1967–1997)